# Leopoldo Bevilacqua
Leopoldo Bevilacqua (São Paulo, 11 de janeiro de 1931 - Pariquera – Açu 16 de junho de 2011) foi um médico brasileiro.
Leopoldo Bevilacqua foi um dos mais importantes médicos do Vale do Ribeira do século XX, com projeção em todo o Estado de São Paulo. Médico formado pela Faculdade de Medicina da Universidade de São Paulo no ano de 1955 e pós-graduado em Administração Hospitalar pela Faculdade de Saúde Pública da Universidade de São Paulo no ano de 1971. 
Foi diretor do Hospital Regional do Vale do Ribeira entre 1957 e 1983, foi um dos fundadores do Hospital São José no município de Registro no ano de 1967, e diretor da Sociedade de Assistência Médica e Social – SAMS entre 1963 e 1990. 
No ano de 1967 recebeu o título de cidadão de Pariquera – Açu, no ano de 1970, recebeu o título de cidadão de Jacupiranga, e no ano de 1977, recebeu o título de cidadão de Sete Barras. No ano de 2.000, por ocasião do cinquentenário do Hospital Regional do Vale do Ribeira, recebeu homenagem do Consórcio de Desenvolvimento Intermunicipal do Vale do Ribeira – CODIVAR. No ano de 2003, recebeu o Título de cidadão de Registro e no ano de 2004 recebeu o Título de cidadão de Cajati.
Atuou por mais de três décadas como médico atuando na cura de diferentes surtos de doenças como a malária, a varíola, e a encefalite, que eram endêmicas na região sul do Estado de São Paulo.
Encarou sua profissão seguindo os dizeres do 1º artigo do Código de Ética Médica. "A medicina é uma profissão a serviço da saúde do ser humano e da coletividade e deve ser exercida sem discriminação de qualquer natureza".
Leopoldo Bevilacqua foi um dos grandes defensores da saúde do Vale do Ribeira atuando em todas as especialidades da área médica, uma vez que não havia especialistas ou formas de deslocamento dos pacientes para outros centros mais desenvolvidos do Estado de São Paulo.
No ano de 2012 o Hospital Regional do Vale do Ribeira passou a ser denominado como Hospital Regional Doutor Leopoldo Bevilacqua.